# Liste der denkmalgeschützten Objekte in Bruck an der Großglocknerstraße
Die Liste der denkmalgeschützten Objekte in Bruck an der Großglocknerstraße enthält die 8 denkmalgeschützten, unbeweglichen Objekte der Gemeinde Bruck an der Großglocknerstraße.

## Denkmäler
| Foto |                 | Denkmal                                                                   | Standort                                         | Beschreibung | Metadaten |
| ---- | --------------- | ------------------------------------------------------------------------- | ------------------------------------------------ | --- | --- |
| ja   | Datei hochladen | Piffhof; gotische Halle (ehem. Stall) HERIS-ID: 36370 Objekt-ID: 35246    | Bahnhofstraße 11 Standort KG: Bruck              | Der Pifflhof wurde 1923 vom Land Salzburg angekauft und das Haus als Schul- und Internatsgebäude adaptiert. Aus dem ehemaligen Stall – einer gotischen Halle – wurde ein Speisesaal. In einer weiteren Ausbauphase wurden darüber im 1. Stockwerk Schulklassen errichtet.                                                            | BDA-Hist.: Q37969892 Status: Bescheid Stand der BDA-Liste: 2025-06-30 Name: Piffhof; gotische Halle (ehem. Stall) GstNr.: 77/1 Pifflhof, gotische Halle                                                           |
| ja   | Datei hochladen | Friedhofskapelle HERIS-ID: 63057 Objekt-ID: 75665                         | Friedhofweg 2 Standort KG: Bruck                 | Der Friedhof um die Pfarrkirche hl. Maria wurde 1910 aufgelassen und nach Krössenbach verlegt. Die dortige Friedhofskapelle wurde am Anfang des 20. Jahrhunderts im neuromanischen Stil gebaut. | BDA-Hist.: Q38102004 Status: § 2a Stand der BDA-Liste: 2025-06-30 Name: Friedhofskapelle GstNr.: .155 Friedhofskapelle, Bruck an der Glocknerstraße                                                               |
| ja   | Datei hochladen | Kath. Pfarrkirche hl. Maria und Friedhof HERIS-ID: 53312 Objekt-ID: 61217 | Glocknerstraße 3 Standort KG: Bruck              | Urkundlich 1468, nach Brand 1867, von 1868 bis 1869 nach den Plänen von Friedrich Schmidt im neugotischen Stil neu gebaut. Die Orgel aus 1891 baute Albert Mauracher. | BDA-Hist.: Q38056583 Status: § 2a Stand der BDA-Liste: 2025-06-30 Name: Kath. Pfarrkirche hl. Maria und Friedhof GstNr.: .1, 644/2 Pfarrkirche Bruck an der Glocknerstraße                                        |
| ja   | Datei hochladen | Anlage Caritasanstalt St. Anton HERIS-ID: 111505 Objekt-ID: 129340        | Kinderdorfstraße 12 u. a. Standort KG: Hundsdorf | → Hauptartikel : Franziskanerkloster St. Anton im Pinzgau f1 | BDA-Hist.: Q1450369 Status: Bescheid Stand der BDA-Liste: 2025-06-30 Name: Anlage Caritasanstalt St. Anton GstNr.: .1, .2, .3, .16/1, .19, 31, 32, 33, 34, 82/2, 98 Franziskanerkloster St. Anton, Pinzgau, Bruck |
| ja   | Datei hochladen | Schloss Fischhorn HERIS-ID: 16637 Objekt-ID: 12903                        | Zellerstraße 38 Standort KG: Hundsdorf           | Das Schloss wurde 1233 urkundlich als Burg erwähnt und 1863–1866 von Friedrich Schmidt im neugotischen stil umgebaut. Nach einem Brand 1920 wurden die Türme in alter Form wiederhergestellt. | BDA-Hist.: Q1393676 Status: Bescheid Stand der BDA-Liste: 2025-06-30 Name: Schloss Fischhorn GstNr.: 451/1, .79 Schloss Fischhorn                                                                                 |
| ja   | Datei hochladen | Bauernhof, Walchergut HERIS-ID: 63340 Objekt-ID: 75974                    | Grieserstraße 7 Standort KG: St. Georgen         | Das Wohnhaus ist ein dreigeschoßiger gemauerter Bau unter einem steilen Krüppelwalmdach mit einem Glockentürmchen. Über dem Haustor ist ein Wappen aus Marmor Eb. Paris Lodron mit 1647. Weitere Jahresangaben mit 1390, 1885, 1942, 1970. Weiters ein mächtiges Wirtschaftsgebäude. Am Bach ein Tennengebäude und zwei Kornkammern. | BDA-Hist.: Q38102929 Status: Bescheid Stand der BDA-Liste: 2025-06-30 Name: Bauernhof, Walchergut GstNr.: .92 Walchergut, Bruck an der Glocknerstraße                                                             |
| ja   | Datei hochladen | Schloss Heuberg HERIS-ID: 36785 Objekt-ID: 35766                          | Heubergweg 15 Standort KG: St. Georgen           | Das Schloss stammt aus der Zeit um 1100 und wurde nach Bränden 1699 und 1900 neu errichtet. Im Osten befindet sich eine Kapelle mit barockem Altar und geschnitzten Figuren von Benedikt Faistenberger. | BDA-Hist.: Q1799950 Status: Bescheid Stand der BDA-Liste: 2025-06-30 Name: Schloss Heuberg GstNr.: .103 Schloss Heuberg, Bruck an der Glocknerstraße                                                              |
| ja   | Datei hochladen | Kath. Pfarrkirche hl. Georg HERIS-ID: 53240 Objekt-ID: 61060              | Standort KG: St. Georgen                         | Spätgotische Kirche mit Westturm, im Kern romanisch, von einem Friedhof umgeben, auf einer Hügelkuppe. Urkundlich 1416, Pfarre seit 1858. Deckenmalerei um 1785 von Thomas Valtinger (?). Orgel aus 1908 von Mauracher. Zwei Glocken von Hans Schuspeck aus 1534.                                                                    | BDA-Hist.: Q38056283 Status: § 2a Stand der BDA-Liste: 2025-06-30 Name: Kath. Pfarrkirche hl. Georg GstNr.: .44 Pfarrkirche hl. Georg, St. Georgen, Bruck                                                         |